# وحید (باوی)
وحید، روستایی در دهستان ویس بخش ویس شهرستان باوی در استان خوزستان ایران است.

## جمعیت
بر پایه سرشماری عمومی نفوس و مسکن در سال ۱۳۹۵، جمعیت این روستا برابر با ۸۰ نفر (۲۰ خانوار) بوده است.